# Myrmarachne aureonigra
Myrmarachne aureonigra là một loài nhện trong họ Salticidae.
Loài này thuộc chi Myrmarachne. Myrmarachne aureonigra được Edmunds & Jerzy Prószyński miêu tả năm 2003.